# 트리옹팡급 잠수함

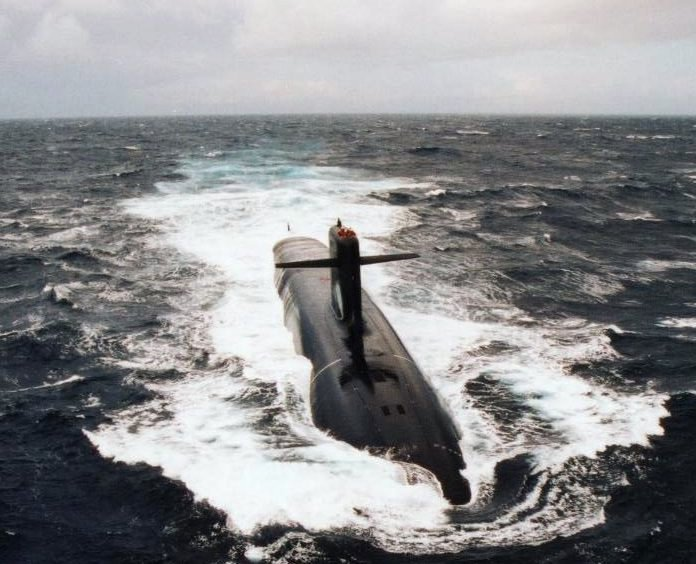
트리옹팡급 잠수함

트리옹팡급 잠수함은 프랑스 해군의 전략 미사일 잠수함(SSBN)이다. M45 미사일을 탑재했다. M51 미사일로 교체중이다.
영국 해군의 SSBN 뱅가드급 잠수함 보유 전략과 동일하게, 2011년 기준으로, 프랑스 해군은 4척의 SSBN 트리옹팡급 잠수함을 운영할 계획이다. 2척은 언제든지 원하는 때에 순찰 임무를 수행할 수 있도록 하고 있다. 트리옹팡급 잠수함 마지막 4번함이 M51 미사일을 처음 탑재하고, 2010년 9월 20일에 취역했다.

## 크기
배수량은 1만톤급이지만, 단순히 길이만을 비교해 보면, 138 m로서, 9천톤급 세종대왕함 165 m, 4천톤급 충무공이순신함 150 m보다 짧고, 3천톤급 광개토대왕함 135 m와 비슷하다.

## SNLE-NG
프랑스에서는 트리옹팡급 잠수함을 SNLE-NG라고 부른다. "Sous-Marin Nucléaire Lanceur d'Engins de Nouvelle Génération"("Next Generation Device-Launching Nuclear Submarine") 차세대 미사일 발사 핵잠수함이라는 의미이다. 1971년 처음 배치되었던, 프랑스 최초의 SNLE(SSBN)인 르두타불급 잠수함을 대체했다.
르두타불급 잠수함보다 적에게 탐지될 수 있는 진동이 1/1000로 줄어들었다. 또한 적 잠수함을 탐지하는 센서는 10배 향상되었다.
2010년에 실전배치될 예정인 M51 미사일을 장착할 것이다.
DCN에서 건조하였으며, EADS에서 제작한 16발의 M51 미사일을 탑재한다.

## 동급함정
영국 해군의 뱅가드급 잠수함 보유 전략과 동일하게, 프랑스 해군은 4척의 전략핵잠수함(SSBN)을 운영할 계획이다. 2척은 언제든지 원하는 때에 순찰 임무를 수행할 수 있도록 한다.
- Triomphant : 기공 1989년 6월 9일, 진수 1994년 3월 26일, 취역 1997년 3월 21일
- Téméraire : 기공 1993년, 진수 1998년 1월 21일, 취역 1999년 12월 23일
- Vigilant : 기공 1997년, 진수 2003년 9월 19일, 취역 2004년 11월 26일
- Terrible : 기공 2000년 10월 24일, 진수 2008년 3월 21일, 취역 2010년 예정

## 사고
2009년 2월 3일, 프랑스 해군의 트리옹팡 잠수함과 영국 해군의 HMS Vanguard 잠수함이 충돌했다.

## 갤러리

왼쪽부터 M4 미사일, M45 미사일, M51 미사일
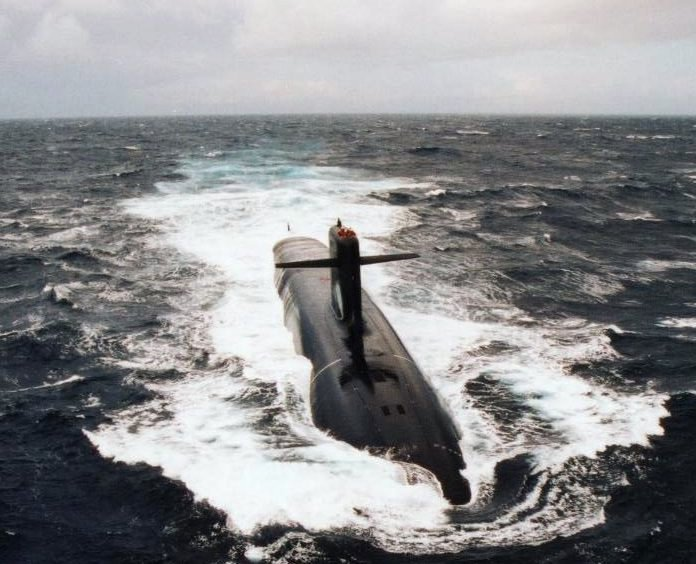
Le Téméraire
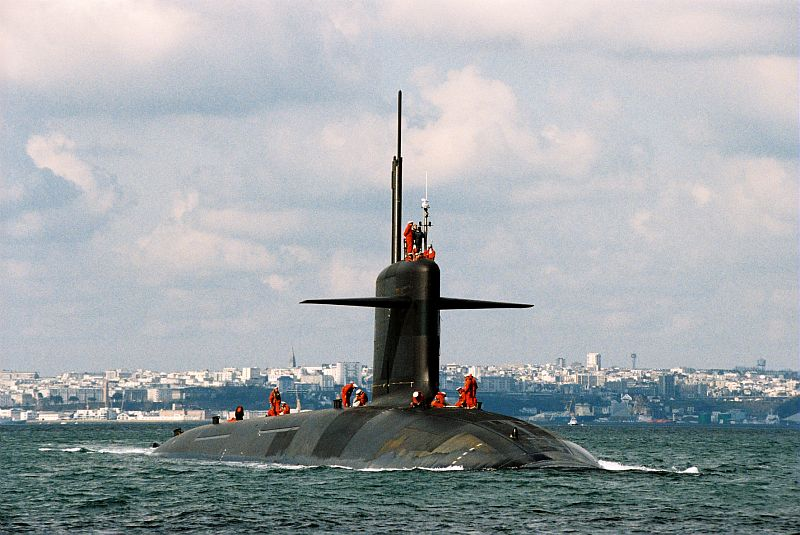
Le Vigilant

## 같이 보기
- 프랑스의 대량살상무기
- FOST